# Rathenauplatz (metropolitana di Norimberga)
La stazione di Rathenauplatz è una stazione della metropolitana di Norimberga, posta alla diramazione fra le linee U2 e U3.

## Storia
La stazione di Rathenauplatz venne attivata il 29 settembre 1990, come capolinea della tratta da Hauptbahnhof della linea U2; rimase capolinea fino al 22 maggio 1993, quando venne attivata la tratta seguente fino alla stazione di Schoppershof. Il 14 giugno 2008, con l'attivazione della linea U3, divenne stazione di diramazione.

## Interscambi
- Fermata tram (Rathenauplatz, linea 8)[2]
- Fermata autobus[2]